# Dvůr Oktaviánov
Ruiny hospodářského dvora Oktaviánov se nalézají asi 1 km severovýchodně od centra obce Písek v okrese Hradec Králové.

## Historie
Dvůr vznikl poté, co byly ve 40. letech 19. století vysušeny některé okolní rybníky, mezi nimi i Velký Kosický rybník a na nově získané půdě byly založeny poplužní dvory Ostrov a Oktaviánov. Jméno dvůr obdržel po svém majiteli a zakladateli hraběti Kinském. Velkostatek Kinských byl v roce 1948 zestátněn, poté zde hospodařil státní statek a po sametové revoluci začal dvůr chátrat až do současného stavu.

## Galerie

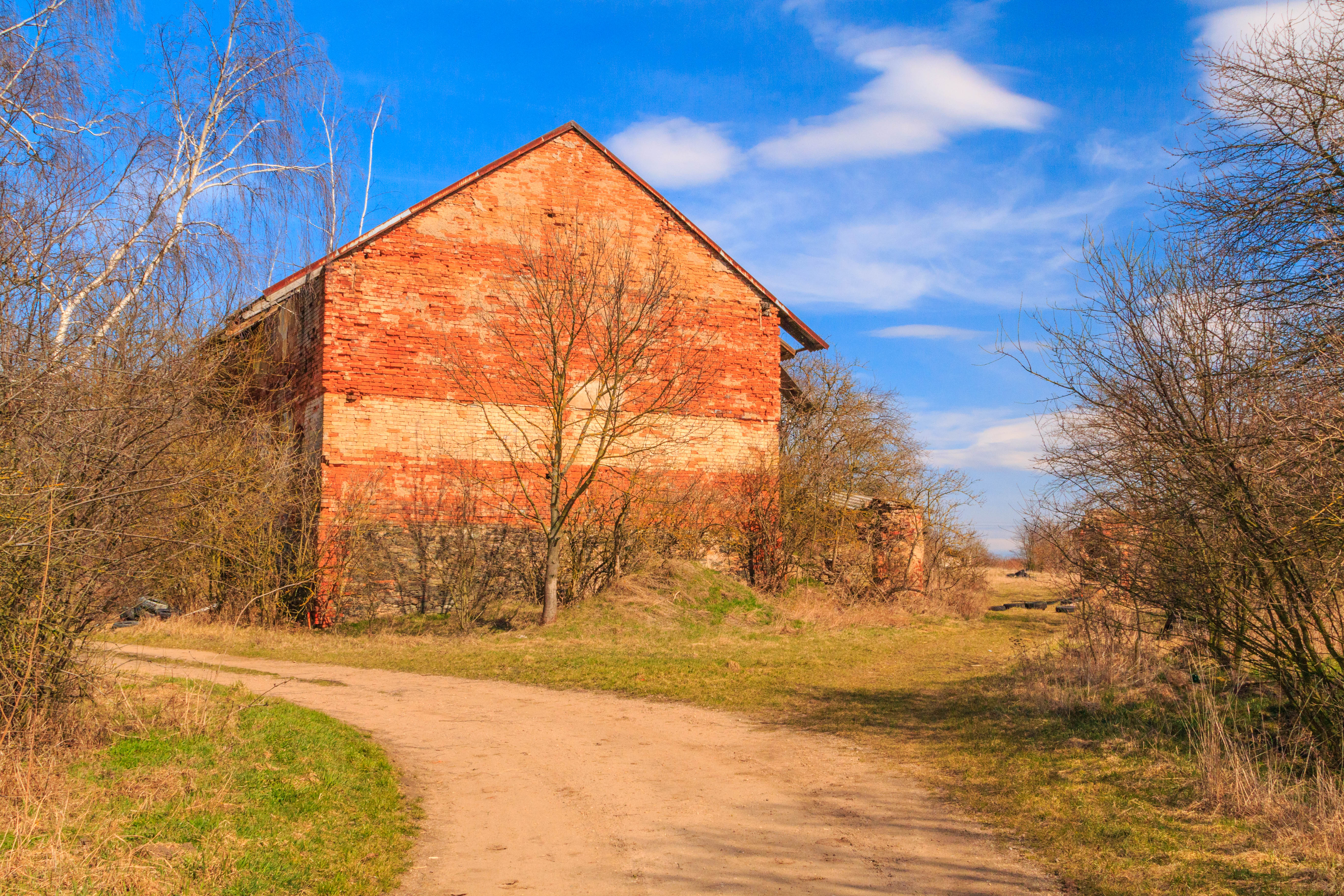
ruiny hospodářského dvora Oktaviánov
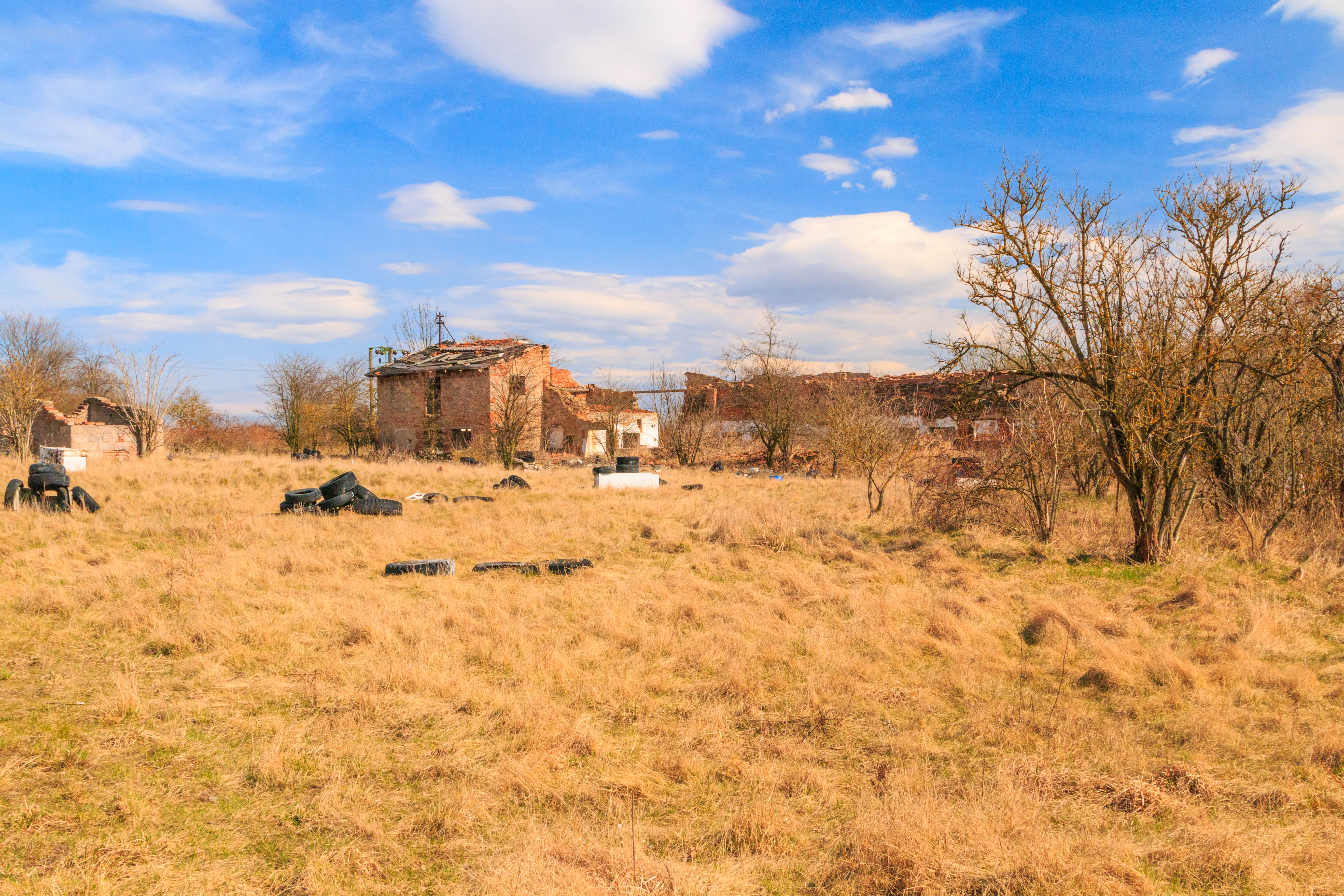
ruiny hospodářského dvora Oktaviánov
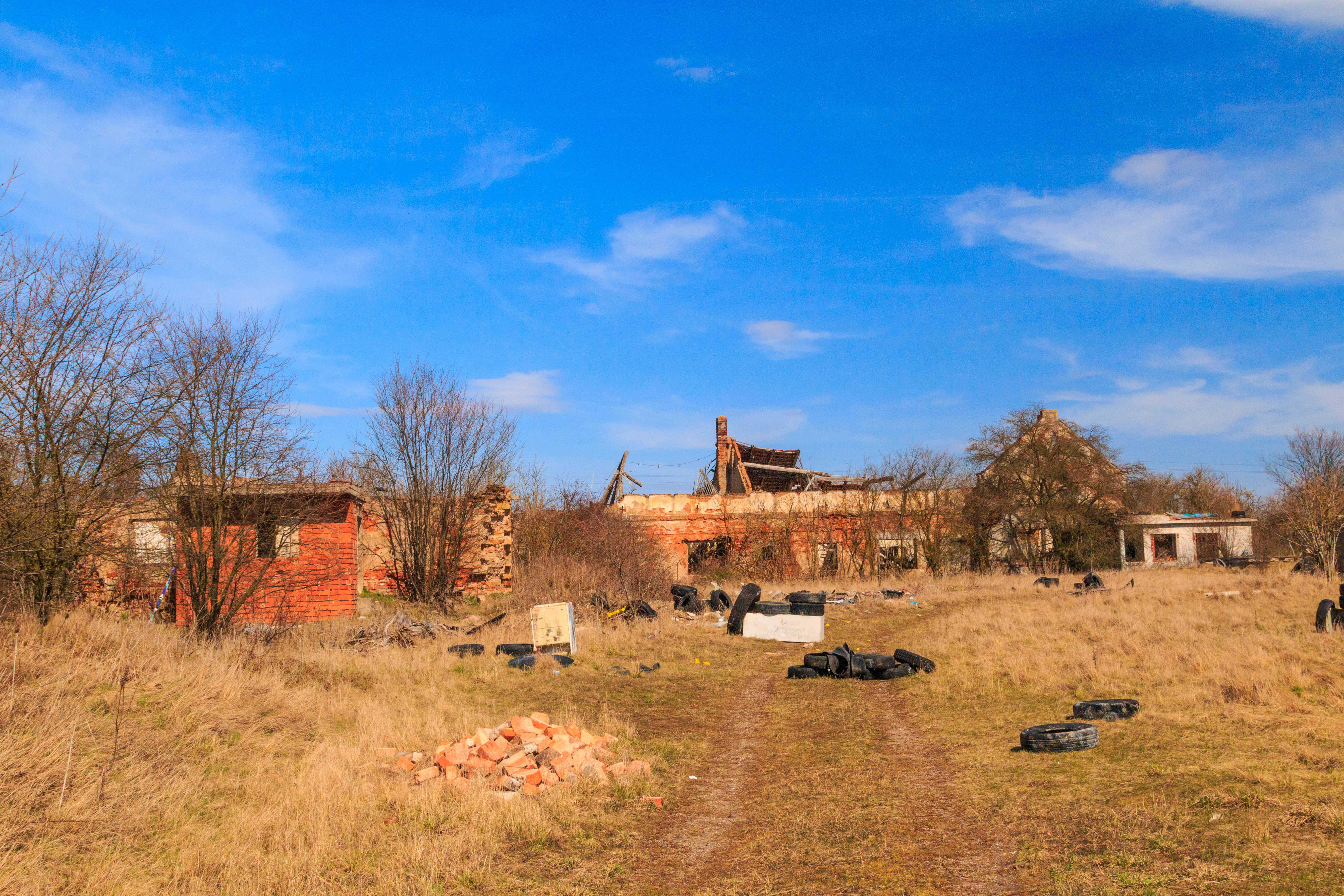
ruiny hospodářského dvora Oktaviánov
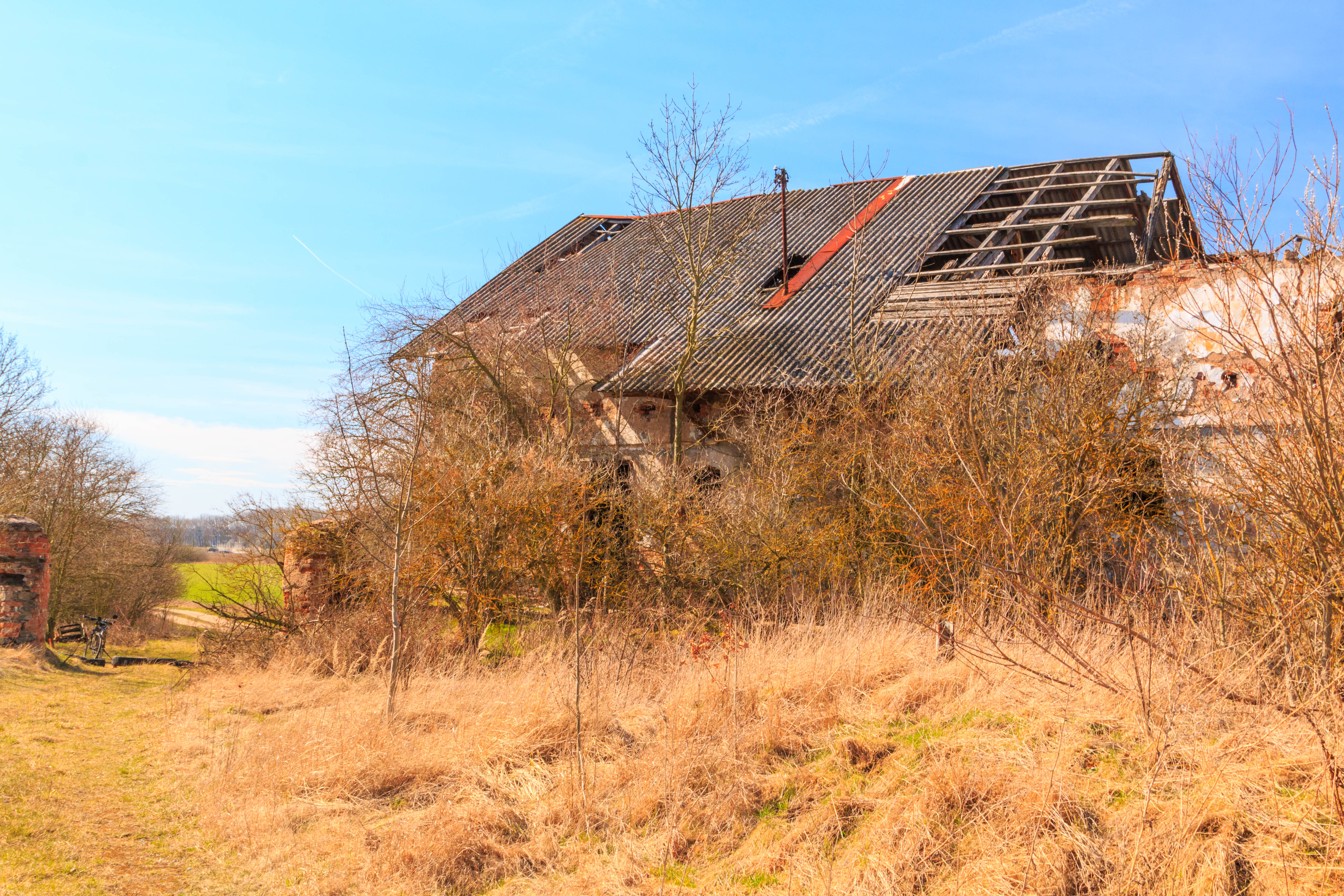
ruiny hospodářského dvora Oktaviánov